# Barbacenia coronata
Barbacenia coronata är en enhjärtbladig växtart som beskrevs av Pierfelice Ravenna. Barbacenia coronata ingår i släktet Barbacenia och familjen Velloziaceae. Inga underarter finns listade.